# Kindred of the East
Kindred of the East é um jogo de RPG da White Wolf ambientado no mundo oriental. Tem como personagens principais os vampiros do leste. O jogo é repleto de influências da mitologia oriental como o mito da roda da vida e dos mil infernos. Possui algumas semelhanças com Vampiro, A Máscara.

## História
O ano do Lotus foi um evento de White Wolf Publishing em 1998, que ofereceu as homenagens asiáticas às linhas World of Darkness existentes em livros como Hengeyokai: Shapeshifters of the East para Lobisomem e Terra de Oito Milhões de Sonhos para Changeling, bem como Vampire's versão de capa dura, Kindred of the East. Shannon Appelcline comenta sobre o livro: "'Kindred of the East' 'foi um suplemento um pouco diferente para o White Wolf. Nos anos anteriores, um livro como esse certamente teria formado o núcleo de uma nova linha de RPG. No entanto White Wolf em vez disso, usou um novo modelo com o qual eles tocaram quando eles colocaram Mummy Second Edition (1997) no ano anterior. Como um único livro de regras - mas um que exigiu outro livro de regras do Mundo da Escuridão para jogar - Kindred of the East poderia atrair a mesma atenção como um novo RPG de núcleo, mas sem a necessidade de suportar uma nova linha. Isso ofereceu ao White Wolf uma alternativa ao churn anual de novas linhas de jogo - embora algumas novas linhas ainda apareçam nos anos seguintes."